# Kolîbaiivka, Camenița
Kolîbaiivka (în ucraineană Колибаївка) este localitatea de reședință a comunei Kolîbaiivka din raionul Camenița, regiunea Hmelnîțkîi, Ucraina.

## Demografie
Componența lingvistică a localității Kolîbaiivka
     Ucraineană (97,99%)
     Rusă (1,55%)
     Alte limbi (0,34%)
Conform recensământului din 2001, majoritatea populației localității Kolîbaiivka era vorbitoare de ucraineană (97,99%), existând în minoritate și vorbitori de rusă (1,55%).